# Capela Hașaș din Oradea

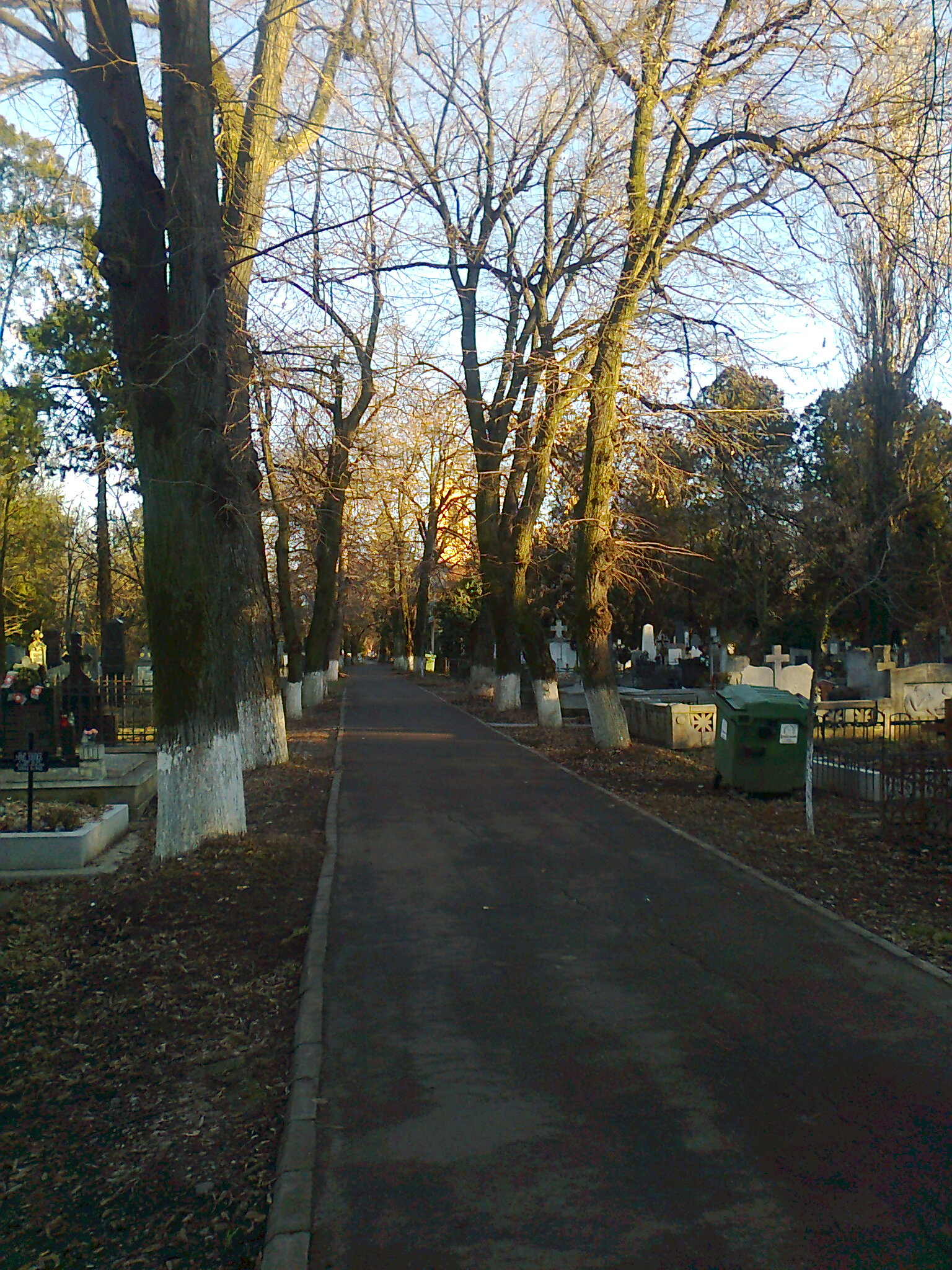
Cimitirul Rulikowski

Capela Hașaș a fost construită de Alexandru Hașaș în 1938 pentru soția sa decedată. Astăzi, credincioșii ortodocși îl folosesc ca paraclis al cimitirului. Designerul său este György Molnár, arhitect, iar arhitectul său este István Pintér, arhitect.
Capela este una din faimoasele capele din Cimitirul Rulikowski; alte  trei cunoscute ale cimitirului sunt:
- Capela romano-catolică Steinberger a fost construită în 1908 de către Ferenc Starill, la ordinul abatelui franciscan Steinberger, care a murit în 1905. Capela poate fi folosită acum de oricine.
- Paraclisul Frențiu a fost construit în 1938 de episcopul greco-catolic Valeriu Traian Frențiu, care după 1989 a fost folosit de greco-catolici ca paraclis al cimitirului. A fost proiectat de Antal Szallerbeck și edificat de János Papp.
- Capela orașului a fost construită inițial în 1936 ca crematoriu, dar este folosită acum ca paraclis.